# 亀山千広
亀山 千広（かめやま ちひろ、1956年（昭和31年）6月15日 - ）は、日本のテレビドラマプロデューサー、株式会社BSフジ代表取締役社長。
株式会社フジテレビジョン代表取締役社長、株式会社フジ・メディア・ホールディングス取締役を歴任した。

## 略歴
静岡県三島市出身。静岡県立韮山高等学校、早稲田大学政治経済学部政治学科卒業。
早大在学中に三島在住であった映画監督五所平之助（当時日本映画監督協会理事長）の書生を務め、映画製作を経験。五所の助言によりテレビ業界を志す。読売テレビ解説委員を務めた辛坊治郎は、大学の同期で、共に同じ年にフジテレビを受験している。
1980年、フジテレビ入社。編成部に所属。1983年には映画『南極物語』のキャンペーンでタロとジロの世話係であった。1986年10月からの『タッチ』第4部（上杉達也3年夏の甲子園編。この時の直属の上司は1980年代にアニメ・テレビドラマなどに多大な影響を及ぼした岡正）を手始めに、アニメ版『陽あたり良好!』（1987年）、『季節はずれの海岸物語』（1988年）、『青春オーロラ・スピン スワンの涙』（1989年）、『いつも誰かに恋してるッ』（1990年）、『花迷宮－昭和異人館の女たち－』（1990年）など、ドラマやアニメの企画・プロデュースを手がける。なお、フジテレビ入社から現在に至るまでディレクター・監督として演出を務めた経験は一切ない。
1990年4月にテレビドラマを作る第一制作部（現・ドラマ制作センター）に移り、月9など、テレビドラマのプロデュースを手がける（下記参照）。1994年正月には『あおげば尊し 先生、元気ですか! 一緒に笑って、泣いたあの時を私たちは忘れない たくさんの愛の思い出をありがとう…』の総合プロデューサーを務める。
1997年7月、自らも最終話に出演した『踊る大捜査線』のヒットで編成部に部長として復帰。1999年には関連番組である『愛する二人別れる二人』のやらせを黙認していた事が発覚、同番組は打ち切りになっている。
2001年10月には編成制作局長に。2002 FIFAワールドカップの日本vsロシア戦の放送権を引き当て、「神の手」ならぬ「亀の手」と呼ばれる。この試合はサッカー日本代表にとって2002 FIFAワールドカップ本戦での初勝利の試合となり、視聴率も平均66.1%、瞬間で81.9%を記録した。
2003年7月、新設された映画事業局の局長に就任。2006年6月には執行役員、2010年6月には取締役、2012年6月には常務取締役とフジ・メディア・ホールディングス取締役に就任。
2004年夏の『お台場冒険王2〜レインボーブリッジは封鎖するな!!〜』では初イベントプロデューサー。2005年にはフジテレビ映画事業は日本で一番の利益率を誇り、全邦画興行収入の約30%を占めるほどであった。この収入はフジテレビ全体の収入にも貢献しており、フジテレビは史上最高益を記録した。
2012年1月17日、ベンチャーキャピタル事業の新会社「フジ・スタートアップ・ベンチャーズ」の代表取締役に就任した。
2013年6月27日、豊田皓の後任として、第9代フジテレビ代表取締役社長に就任した。
2013年10月、視聴率低迷に悩むフジテレビの抜本的大改革のため、看板番組で2014年春改編で約32年間の長きに渡り続いた長寿生放送番組の『森田一義アワー 笑っていいとも!』（1982年10月4日放送開始、2014年3月31日放送終了）の番組終了を決断。なお『笑っていいとも!』の後継番組の『バイキング』が『いいとも!』終了翌日の4月1日に放送が開始された。また2016年12月26日には20年間の長きに渡り続いたバラエティー番組『SMAP×SMAP』（関西テレビ・フジテレビ共同制作。1996年4月15日放送開始）が司会であるアイドルグループSMAPが同年12月31日を以てグループの解散が決まったため、放送終了となった。2014年春改編での『いいとも!』の終了を皮切りに社長退任後も長年に渡り現在に至るまで、毎年の様に長寿番組を次々と終了させていくことになった。
2015年の“LIFE is LIVE”と銘打った春改編に際しては、「テレビそのものがライブ感を持っていなくてはいけない」との決意を示した。21年続いていた長寿報道番組『ニュースJAPAN』（1994年4月1日放送開始）と17年続いていた報道番組『FNNスーパーニュース』（1998年3月30日放送開始）の2本を3月27日に打ち切り、更に2016年春改編には、31年続いた平日昼のライオン1社提供番組（『ライオンのいただきます』→『ライオンのごきげんよう』）と52年続いた『東海テレビ制作昼の帯ドラマ』（1964年5月4日放送開始）を何れも2016年3月31日を以て廃止して15時間連続生放送（11時台の5分番組を除くが、2024年3月29日をもって終了し、『ノンストップ!』を5分拡大した） を実現し、15年続いていた夜のスポーツニュース番組『すぽると!』（2001年4月2日放送開始）を4月2日で打ち切っている。
2017年5月9日の役員会議で社長退任が決定し、後任にBSフジの社長で系列局である岡山放送の社長も歴任した宮内正喜が就くことが内定した一方で、宮内に代わってBSフジの社長に就任することが2017年5月26日のBSフジ取締役会で内定し、結果的にフジテレビとBSフジで経営トップを交換トレードする格好となった。2017年6月28日の株主総会で決定し、同時にフジ・メディア・ホールディングスの取締役も退任。2021年、日本のサッカー発展に寄与したとして、日本サッカー協会から「感謝表彰」を受ける。

## 作品

### テレビドラマ

#### プロデュース
- ギョーカイ君が行く!（1987年）
- いつか誰かと朝帰りッ（1990年）
- 結婚の理想と現実（1991年）
- 学校へ行こう!
- テレビ夢列島'91 SPドラマ『愛と悲しみのキャッチホン』
- 松本清張作家活動40年記念SP・張込み（1991年）
- 逢いたい時にあなたはいない…P.S. I miss you（1991年）
- しあわせの決断（1992年）
- 逃亡者（1992年）
- 愛情物語（1993年）
- あすなろ白書（1993年）
- 君といた夏（1994年）
- 若者のすべて（1994年）
- 輝く季節の中で（1995年）
- まだ恋は始まらない（1995年）
- ロングバケーション（1996年）
- 踊る大捜査線（1997年）
- ビーチボーイズ（1997年）
- 24 -TWENTY FOUR-（日本語版製作プロデューサー）
- 逃亡者 木島丈一郎（2005年、エグゼクティブプロデューサー）
- 踊る大捜査線 THE LAST TV サラリーマン刑事と最後の難事件（2012年）

#### 企画
- 木曜ドラマストリート（CX）
  - 殺し屋にラブソングを（1986年2月6日）
  - 桃尻娘（1986年2月27日）
    - 帰ってきた桃尻娘（1986年8月28日）
- ラジオびんびん物語（1987年）
- アナウンサーぷっつん物語（1987年）
- オレの妹急上昇（1987年）
- ねらわれた学園（1987年）
- 季節はずれの海岸物語（1988年）
- 教師びんびん物語（1988年）
- 熱っぽいの!（1988年）
- あそびにおいでョ!（1988年）
- SPびんびん物語（1988年）
- 追いかけたいの!（1988年）
- ヘイ!あがり一丁（1989年）
- 教師びんびん物語II（1989年）
- 青春オーロラ・スピン スワンの涙（1989年）
- 明日に向かって走れ!（1989年）
- 日本一のカッ飛び男（1990年）
- パパ!かっこつかないゼ（1990年）
- ボーイハント（1998年）
- 眠れる森（1998年）
- Over Time-オーバー・タイム（1999年）

### テレビアニメ

#### プロデュース
- ふたり鷹（1984年）
- タッチ（1985年）
- 陽あたり良好!（1987年）

### 映画

#### 製作
『T.R.Y.』（2003年公開）、『踊る大捜査線 THE MOVIE 2 レインボーブリッジを封鎖せよ!』（『踊る大捜査線 BAYSIDE SHAKEDOWN 2』）と『交渉人 真下正義』、『容疑者 室井慎次』（2005年公開）を除き、2002年7月から2013年の『謎解きはディナーのあとで』までのフジテレビ製作映画は「製作」として関わっていた。
映画事業局には、少数精鋭の企画プロデューサー（関口大輔、臼井裕詞）がおり、彼らが中心となって亀山の映画戦略を支えている。
- ソウル（2001年）
- プラトニック・セックス（2001年）
- ナースのお仕事 ザ・ムービー（2002年）
- リターナー（2002年）
- ONE PIECE
  - ONE PIECE THE MOVIE デッドエンドの冒険（2003年）
  - ONE PIECE 呪われた聖剣（2004年）
  - ONE PIECE THE MOVIE カラクリ城のメカ巨兵（2006年）
- 13階段（2003年）
- こちら葛飾区亀有公園前派出所 THE MOVIE2 UFO襲来! トルネード大作戦!!（2003年）
- 解夏（2003年）
- g@me.（2003年）
- ホテルビーナス (映画)（2004年）
- HARUKO ハルコ（2004年）
- 海猿（2004年）
- 笑の大学（2004年）
- NIN×NIN 忍者ハットリくん THE MOVIE（2004年）
- スウィングガールズ（2004年）
- ローレライ（企画・製作、2005年）
- 星になった少年（2005年）
- THE 有頂天ホテル（2006年）
- 県庁の星（2006年）
- チェケラッチョ!!（2006年）
- LIMIT OF LOVE 海猿（2006年）
- ブレイブ・ストーリー（2006年）
- UDON（2006年）
- シュガー&スパイス 風味絶佳（2006年）
- 大奥（2006年）
- それでもボクはやってない（2006年）
- バブルへGO!! タイムマシンはドラム式（2007年）
- アンフェア the movie（2007年）
- 西遊記（2007年）
- HERO（2007年）
- 少林少女（2008年）
- ザ・マジックアワー（2008年）
- 容疑者Xの献身（2008年）
- ハッピーフライト（2008年）
- 誰も守ってくれない（2009年）
- ホノカアボーイ（2009年）
- アマルフィ 女神の報酬（2009年）
- ホッタラケの島 〜遥と魔法の鏡〜（2009年）
- ヴィヨンの妻 〜桜桃とタンポポ〜（2009年）
- のだめカンタービレ 最終楽章（前編、後編）（2009年、2010年）
- ライアーゲーム ザ・ファイナルステージ（2010年）
- 座頭市 THE LAST（2010年）
- SP THE MOTION PICTURE（2010年「野望篇」、2011年「革命篇」）
- 矢島美容室 THE MOVIE 〜夢をつかまネバダ〜（2010年）
- ロック 〜わんこの島〜（2011年）
- プリンセス トヨトミ（2011年）
- アンダルシア 女神の報復（2011年）
- アンフェア the answer（2011年）
- テルマエ・ロマエ（2012年）
- ストロベリーナイト（2013年）
- 清須会議（2013年）
- 真夏の方程式（2013年）
- 謎解きはディナーのあとで（2013年）
- そして父になる（2013年）
- ジャズ喫茶ベイシー（2020年）
- 室井慎次 敗れざる者（2024年10月11日公開）
- 室井慎次 生き続ける者（2024年11月15日公開）

## 受賞歴
- 第18回藤本賞（『踊る大捜査線 THE MOVIE』）
- 第23回藤本賞（『踊る大捜査線 THE MOVIE 2 レインボーブリッジを封鎖せよ!』）
- 第1回渡辺晋賞（「踊る大捜査線 THE MOVIE」シリーズ他映画全般）
- 第3回HIHOはくさい映画賞特別功労賞（映画『アマルフィ 女神の報酬』他映画全般）
- 2013年新藤兼人賞 SARVH賞 （『踊る大捜査線 THE FINAL 新たなる希望』『テルマエ・ロマエ』『BRAVE HEARTS 海猿』『ロボジー』『ライアーゲーム -再生-』『終の信託』『任侠ヘルパー』『JAPAN IN A DAY（ジャパン イン ア デイ）』）

## 関連文献
- nikkeibp.jp 時代の仕掛け人
- 2002夏ふれあいシナリオ合宿
- Youドキッ!たいむ
- フジテレビジョン・亀山千広取締役に聞く“踊る”ヒットを生み出す法